# حب عمري (مسلسل)
حب عمري مسلسل رومانسي مصري عُرض لأول مرة في 2020.

## القصة
تدور الأحداث حول قصة حب بين عيسى وسارة منذ ولادتهما، لكنها تمر بالكثير من العراقيل والمصاعب بسبب ظهور شخصيات في حياتهما تريد التفريق بينهما.

## طاقم التمثيل
- هيثم شاكر
- سهر الصايغ
- محمد عادل (ممثل)
- منة فضالي
- أماني كمال
- مي القاضي
- محمد مهران
- محمد سليمان
- ديانا هشام
- سامح الصريطي
- هاجر الشرنوبي
- حمادة بركات
- حنان سليمان
- تامر فرج
- شريف عمر
- محمد مرزبان
- عبير منير
- نسمة بهي
- كريم عبدالجواد
- نهى عادل
- شريف أبو هميلة
- باسم شريف
- مصطفى درويش
- علي الشامل
- شيماء الخولي
- محمد علي
- منير مكرم
- أحمد سالم
- برلنتي عامر
- محمد حمزة
- مجدي توفيق
- محمد صبري
- عمرو جمال
- أشرف عبدالوهاب
- شهد شوقي
- حمادة الخطيري
- رنا محمود
- اسيا محمود
- سما عادل
- أحمد كرارة
- فادى اشرف
- ميدو كمال
- أحمد لبيب
- أسامة الشناوي